# 列福爾托沃站
列福爾托沃站（羅馬化：Lefortovo）是莫斯科地鐵大環線的一個的車站，在2020年3月27日啟用。
車站以莫斯科的列福爾托沃區命名。此名來自俄羅斯軍官和彼得大帝的密友法蘭茨·列福爾特。
隧道工程在2016年8月開工。隧道穿挖在2017年8月抵達列福爾托沃。第二隧道則在2017年10月啟用。